# Raymond Forni

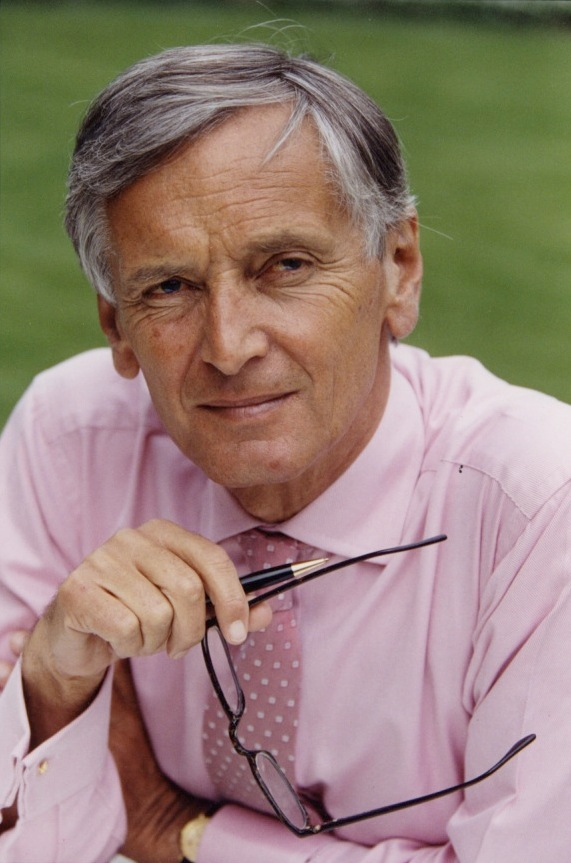
Raymond Forni

Raymond Forni (* 20. Mai 1941 in Belfort; † 5. Januar 2008 in Paris) war ein französischer Politiker der PS.

## Leben
Als Sohn italienischer Einwanderer in Frankreich geboren, nahm Forni als Siebzehnjähriger die französische Staatsbürgerschaft an. 1962 machte er das Abitur und studierte anschließend Jura.
1973 wurde Forni erstmals in die Assemblée nationale gewählt. Parallel gehörte er 1979 bis 1984 dem europäischen Parlament an. 1981 wurde er Vorsitzender des Rechtsausschusses des französischen Parlaments. 1985 legte er sein Mandat nieder, als ihn François Mitterrand zum Leiter der Haute Autorité de la communication audiovisuelle berief. Dieses Amt bekleidete er bis zur Abschaffung der Behörde ein Jahr später.
Bei den nächsten Wahlen 1988 trat Forni wieder an und konnte in die Nationalversammlung zurückkehren. Fünf Jahre später verlor er jedoch sein Mandat, als er nicht wiedergewählt wurde. 1997 gelang jedoch die Rückkehr ins Parlament. Ab 1998 war er Vizepräsident, zwischen 29. März 2000 und 18. Juni 2002 Vorsitzender der Assemblée nationale. 2002 wurde er nicht mehr ins Parlament gewählt.
Seit 2004 war er Präsident des Regionalrates der Franche-Comté und hatte dies Amt bis zu seinem Tod im Januar 2008 inne. Forni verstarb im Hôpital Saint-Louis in Paris an den Folgen einer Leukämie-Erkrankung.